# 준토스뮤직의 음반
이 문서는 준토스 뮤직에서 발매한 음반 목록이다.

## 2017년
- 2017년 5월 10일 아진 - I Still
- 2017년 6월 23일 Pölter - You
- 2017년 7월 10일 아진 - 기록
- 2017년 9월 11일 아진 - 네 안에
- 2017년 9월 20일 Polter - 볓빛속으로
- 2017년 11월 8일 이진우 - 꽃이 지면
- 2017년 11월 22일 아진 - 가장 진한 색
- 2017년 12월 13일 Project Deep - 너에겐 십분

## 2018년
- 2018년 1월 17일 아진 - 겨울의 끝
- 2018년 1월 24일 Project Deep - 건너서 가는 건
- 2018년 6월 11일 Polter - 우리는 (Remaster Ver.)
- 2018년 8월 20일 김예원 - 이젠
- 2018년 9월 12일 트위드 - Wander
- 2018년 9월 21일 DATO - 그대,그때에도
- 2018년 10월 5일 Polter - 항해(Remaster Ver.)
- 2018년 10월 22일 DATO - 어느 멋진날
- 2018년 11월 2일 설봄 - 분홍빛 새벽 바다
- 2018년 11월 28일 DATO - 너에게
- 2018년 11월 20일 미디엄레어스(the medium rare’s) - 파이트송
- 2018년 12월 17일 아진 - 12월의 그림

## 2019년
- 2019년 2월 7일 미디엄레어스(the medium rare’s) - 굿퍼슨
- 2019년 2월 12일 설봄(Seolbom) - 나를 안아주는 사람이 생겼으면 좋겠어
- 2019년 2월 19일 아진(Azin) - 사랑
- 2019년 3월 19일 트위드(Tweed) - Her
- 2019년 4월 16일 설봄(Seolbom) - 새벽하늘
- 2019년 6월 1일 미디엄레어스(the medium rare’s) - 니 여자 친구 불편해
- 2019년 6월 7일 김예원 - 비가 멈추면
- 2019년 7월 8일 트위드(Tweed) - TAKE. LOOK. HIGH
- 2019년 7월 24일 설봄(Seolbom) - 24/7(Birthday)
- 2019년 8월 10일 미디엄레어스(the medium rare’s) - 타임슬립
- 2019년 10월 17일 설봄(Seolbom) - 시간속의 끝
- 2019년 11월 7일 트위드(Tweed) - Blue Bird
- 2019년 11월 21일 미디엄레어스(the medium rare’s) - 11:27

## 2020년
- 2020년 1월 14일 John Lee - 말해줘 [Say it to me now]
- 2020년 3월 21일 John Lee - Every Single Day
- 2020년 5월 8일 짙은 - 우연의 음악 2020
- 2020년 5월 28일 John Lee - Green Rain
- 2020년 6월 30일 단(Dan) - 내일을 기다리며
- 2020년 7월 21일 John Lee - SAYes
- 2020년 7월 31일 은은 - 키다리 아저씨
- 2020년 8월 7일 406호 프로젝트,짙은 - Page (406호 프로젝트X짙은)
- 2020년 8월 22일 짙은, 406호 프로젝트 - 초여름 (짙은X406호 프로젝트)
- 2020년 9월 29일 은은 - 아무도 모르게
- 2020년 10월 13일 단(Dan) - 유영
- 2020년 10월 16일 John Lee - 지금 우리, 어제의 나, 내일의 너
- 2020년 10월 29일 아진 - White Night
- 2020년 11월 28일 설봄 – 오늘의 색은?
- 2020년 12월 21일 유별 – 어제 오늘 그리고

## 2021년
- 2021년 1월 23일 단(Dan) – 0
- 2021년 1월 26일 John Lee – Deeper in love
- 2021년 2월 20일 캐스커 – 소인
- 2021년 3월 9일 슬슬 – piano song
- 2021년 3월 23일 유별 – 봄
- 2021년 4월 11일 단(Dan) – Dancing in the moonlight
- 2021년 4월 24일 은은 – Growth
- 2021년 4월 26일 John Lee – 별빛
- 2021년 5월 12일 이종필 – Dream
- 2021년 8월 9일 Nayeon – Butterfly
- 2021년 9월 15일 유별 – 첫사랑
- 2021년 10월 12일 짙은, 신지훈 – 다 말해도 돼
- 2021년 10월 13일 은은 - 반오십